# Nazionale maschile di calcio del Tagikistan
La nazionale di calcio del Tagikistan (in tagico тими миллии Тоҷикисто?) è la squadra calcistica nazionale del Tagikistan, posta sotto l'egida della Federazione calcistica del Tagikistan ed affiliata all'AFC.
Nata nel 1992 dopo la dissoluzione dell'Unione Sovietica, non si è mai qualificata per il campionato mondiale. Sì è qualificata per la prima volta alla Coppa d'Asia nel 2023, edizione in cui ha raggiunto i quarti di finale. Ha vinto l'edizione 2006 dell'AFC Challenge Cup.
Nella classifica mondiale della FIFA, istituita nell'agosto 1993, la posizione più alta occupata dal Tagikistan è il 106º posto del luglio 2013 e del novembre 2023, mentre la più bassa è il 180º posto del luglio e dell'ottobre 2003. Occupa il 106º posto della graduatoria.

## Storia
Dopo la dissoluzione dell'URSS venne creata la nazionale di calcio della Comunità degli Stati Indipendenti che rappresentava l'omonima confederazione di cui il Tagikistan fa parte tuttora. Tale nazionale, però, partecipò solo al campionato europeo di calcio 1992, dopodiché ogni nazione che aderiva alla CSI creò la propria nazionale. 
Il Tagikistan esordì a Dušanbe contro l'Uzbekistan il 17 giugno 1992, pareggiando per 2-2 una partita valida per la Coppa dell'Asia Centrale 1992. Nel secondo incontro, disputato l'11 luglio, il Tagikistan pareggiò 3-3 con il Turkmenistan; tuttavia, dopo subito dopo il Tagikistan si ritirò dal torneo a causa di difficoltà finanziarie e dello scoppio della guerra civile, pertanto tutti i risultati delle partite disputate dalla nazionale tagika furono annullati.
Nel 1994 la federcalcio tagika fu ammessa alla FIFA all'AFC, nello stesso anno la nazionale tagika prese parte alla seconda edizione della Coppa dell'Asia Centrale in Uzbekistan. La nazionale tagika esordì nel torneo, poi concluso al quarto posto, l'11 aprile 1994, perdendo per 0-1 con il Kazakistan.
La prima competizione ufficiale alla quale parteciparono le squadre furono le qualificazioni alla Coppa d'Asia 1996, dove venne inserita nel gruppo con l'Uzbekistan e il Bahrein. Il Bahrein in seguito si ritirò, lasciando al Tagikistan la possibilità di disputare uno spareggio contro i loro vicini dell'Asia centrale. Vinta la partita di andata con il risultato di 4-0, al ritorno in trasferta il Tagikistan perse per 0-5 dopo i tempi supplementari, venendo eliminato. Nel 1997 aderì assieme alle altre quattro nazionali dell'Asia centrale alla CSAFF.
Partecipò alle qualificazioni al campionato del mondo 1998, registrando quattro vittorie nella fase a gironi preliminare, tra cui un successo per 5-0 sul Turkmenistan, e subì una sola sconfitta, contro la Cina, concludendo al secondo posto e venendo di conseguenza eliminato dalle qualificazioni.
Nella fase a gironi delle qualificazioni al campionato del mondo 2002 vinse per 16-0 contro il Guam, che ad oggi rappresenta la vittoria con il più largo scarto nella storia della nazionale tagika, prima di perdere per 2-0 contro l'Iran. Dopo aver eliminato il Bangladesh con un risultato complessivo di 4-0 nel turno preliminare delle qualificazioni al campionato del mondo 2006, tenne testa al Bahrein, semifinalista della Coppa d'Asia 2004 e futuro vincitore del girone, con un pareggio a reti inviolate il 31 marzo 2004. La squadra vinse il suo primo torneo internazionale, l'edizione inaugurale della AFC Challenge Cup, nel 2006, battendo lo Sri Lanka per 4-0 a Dacca.
Nel 2015 il Tagikistan fu tra i fondatori della neocostituita CAFF. A seguito della deludente campagna di qualificazione al campionato del mondo 2018, il commissario tecnico Mubin Ergašev fu sollevato dall'incarico. Più tardi il Tagikistan venne inserito in un gruppo con Filippine, Yemen e Nepal per le qualificazioni alla Coppa d'Asia 2019. In seguito alla sconfitta subita con le Filippine il 27 marzo 2018, che sancì l'impossibilità per il Tagikistan di qualificarsi alla Coppa d'Asia, il CT Khakim Fuzailov si dimise.
A causa dei risultati infruttuosi, fu nominato il CT uzbeko Usmon Tošev al fine di attuare un cambio generazionale nella rosa della nazionale. Sotto la guida di Tošev, il Tagikistan ottenne risultati positivi nelle qualificazioni al campionato del mondo 2022, riuscendo a battere il Kirghizistan per 1-0 all'andata e a pareggiare per 1-1 al ritorno in trasferta. La successiva sconfitta interna per 3-4 contro la Birmania mise in pericolo la qualificazione del Tagikistan, ma, in seguito al ritiro della Corea del Nord, i punti raccolti dal Tagikistan contro la Mongolia non furono conteggiati. In seguito il Tagikistan perse con il risultato di 1-4 contro il Giappone, che estromise i centroasiatici dalle qualificazioni. Alla fine, nonostante la Birmania avesse sostituito la Mongolia, riconsegnando i sei punti al Tagikistan, i tagiki non sono riuscirono a qualificarsi a causa della negativa differenza reti.
Nonostante non avesse concluso al primo posto uno dei gironi di qualificazione alla Coppa d'Asia 2023, il Tagikistan del CT croato Petar Šegrt prese comunque parte agli spareggi, venendo inserito in un girone che comprendeva anche Birmania, Kirghizistan e Singapore. A causa della pandemia di COVID-19, gli spareggi si giocarono in un unico girone all'italiana, con tutte le partite disputate nello stesso paese, che in questo caso era il Kirghizistan. Nelle prime due giornate i tagiki ebbero ragione di Birmania (4-0) e Singapore (1-0) e all'ultima giornata pareggiarono senza reti con il Kirghizistan, chiudendo così in testa il gruppo. Con questo risultato, nel giugno 2022 il Tagikistan si qualificò per la prima volta alla Coppa d'Asia, dopo aver sfiorato la qualificazione in cinque altre occasioni.
Nel settembre 2022 il Tagikistan vinse la King's Cup, battendo in finale per 3-0 la Malaysia ai tiri di rigore dopo lo 0-0 dei novanta minuti. Nel 2023 la nazionale tagika partecipò alla prima edizione della CAFA Nations Cup, dove fu eliminato nella fase a gironi con due punti in tre partite. La prima partecipazione in Coppa d'Asia per la squadra dell'Asia centrale fu positiva: arrivò seconda nel gruppo A, pareggiando contro la Cina (0-0), perdendo contro il Qatar (1-0) e vincendo contro il Libano (2-1); nell'ottavo di finale eliminò gli Emirati Arabi Uniti (1-1 dopo i tempi supplementari, 5-3 ai tiri di rigore) e arrivò ai quarti, dove fu eliminato dalla Giordania (1-0).

## Risultati nelle competizioni internazionali

### Campionato mondiale di calcio
| Anno | Luogo                          | Piazzamento      | V | N | P | Gol |
| ---- | ------------------------------ | ---------------- | - | - | - | --- |
| 1994 | Stati Uniti                    | Non partecipante | - | - | - | -   |
| 1998 | Francia                        | Non qualificata  | - | - | - | -   |
| 2002 | Giappone / Corea del Sud       | Non qualificata  | - | - | - | -   |
| 2006 | Germania                       | Non qualificata  | - | - | - | -   |
| 2010 | Sudafrica                      | Non qualificata  | - | - | - | -   |
| 2014 | Brasile                        | Non qualificata  | - | - | - | -   |
| 2018 | Russia                         | Non qualificata  | - | - | - | -   |
| 2022 | Qatar                          | Non qualificata  | - | - | - | -   |
| 2026 | Canada / Stati Uniti / Messico | Non qualificata  | - | - | - | -   |

### Coppa d'Asia
| Anno | Luogo                                   | Piazzamento      | V | N | P | Gol |
| ---- | --------------------------------------- | ---------------- | - | - | - | --- |
| 1996 | Emirati Arabi Uniti                     | Non qualificata  | - | - | - | -   |
| 2000 | Libano                                  | Non qualificata  | - | - | - | -   |
| 2004 | Cina                                    | Non qualificata  | - | - | - | -   |
| 2007 | Indonesia/ Malaysia Thailandia/ Vietnam | Non partecipante | - | - | - | -   |
| 2011 | Qatar                                   | Non partecipante | - | - | - | -   |
| 2015 | Australia                               | Non partecipante | - | - | - | -   |
| 2019 | Emirati Arabi Uniti                     | Non qualificata  | - | - | - | -   |
| 2023 | Qatar                                   | Quarti di finale | 1 | 2 | 2 | 3:3 |

### AFC Challenge Cup
- 2006 - Vincitore
- 2008 - Secondo posto
- 2010 - Terzo posto
- 2012 - Primo turno
- 2014 - Non qualificata

## Record individuali
Statistiche aggiornate al 17 novembre 2022.
Il grassetto indica giocatori ancora in attività in nazionale.

### Presenze
| Pos. | Giocatore              | Pres. | Reti | Periodo   |
| ---- | ---------------------- | ----- | ---- | --------- |
| 1    | Davron Erghashev       | 72    | 8    | 2008-oggi |
| 2    | Fatkhullo Fatkhuloev   | 68    | 9    | 2007-oggi |
| 2    | Ahtam Nazarov          | 68    | 5    | 2012-oggi |
| 4    | Nuriddin Davronov      | 50    | 8    | 2008-oggi |
| 4    | Dilshod Vasiev         | 50    | 8    | 2006-oggi |
| 6    | Manuchekhr Dzhalilov   | 46    | 20   | 2011-oggi |
| 6    | Amirbek Džuraboev      | 46    | 0    | 2014-oggi |
| 6    | Ibrahim Rabimov        | 45    | 7    | 2004–2015 |
| 9    | Eraj Rajabov           | 44    | 0    | 2008-oggi |
| 10   | Siyovush Asrorov       | 42    | 0    | 2014-oggi |
| 10   | Alisher Tuychiev       | 42    | 0    | 2008–2016 |
| 10   | Mukhammadzhon Rakhimov | 42    | 0    | 2016-oggi |

### Reti
| Pos. | Giocatore             | Reti | Pres. | Media retia a partita | Periodo   |
| ---- | --------------------- | ---- | ----- | --------------------- | --------- |
| 1    | Manuchekhr Dzhalilov  | 20   | 46    | 0.43                  | 2011-oggi |
| 2    | Yusuf Rabiev          | 15   | 40    | 0.38                  | 2003–2015 |
| 3    | Numonjon Hakimov      | 14   | 34    | 0.41                  | 2003–2011 |
| 4    | Tokhirjon Muminov     | 10   | 24    | 0.42                  | 1992–2002 |
| 5    | Ibrahim Rabimov       | 9    | 45    | 0.2                   | 2004–2015 |
| 5    | Fatkhullo Fatkhuloev  | 9    | 68    | 0.13                  | 2007-oggi |
| 7    | Dzhomikhon Mukhidinov | 8    | 32    | 0.25                  | 2003–2010 |
| 7    | Nuriddin Davronov     | 8    | 50    | 0.16                  | 2008-oggi |
| 7    | Dilshod Vasiev        | 8    | 50    | 0.16                  | 2006-oggi |
| 7    | Davron Erghashev      | 8    | 72    | 0.11                  | 2008-oggi |

## Tutte le rose

### Coppa d'Asia
Coppa d'Asia 20231 Yatimov, 2 Džuraboev, 3 Davlatmir, 4 H. Nazarov, 5 M. Safarov, 6 Ḩannonov, 7 Umarbaev, 8 Tursunov, 9 Soirov, 10 Džalilov, 11 Raḩimov, 12 Kurbonov, 13 Kamolov, 14 Shukurov, 15 Mabatshoev, 16 Barotov, 17 Pandzhshanbe, 18 Chajlov, 19 A. Nazarov, 20 Ajni, 21 V. Safarov, 22 Samiev, 23 Khasanov, 24 Imomnazarov, 25 Khamrokulov, 26 Azizboev, CT: Šegrt

## Rosa attuale
Lista dei giocatori convocati dal CT Petar Šegrt per la Coppa d'Asia 2023.
| N. | Pos. | Giocatore             | Data nascita (età)          | Pres. | Reti | Squadra            |
| -- | ---- | --------------------- | --------------------------- | ----- | ---- | ------------------ |
| 1  | P    | Rustam Yatimov        | 13 luglio 1998 (25 anni)    | 35    | -36  | Istiklol           |
| 2  | D    | Zoir Džuraboev        | 16 settembre 1998 (25 anni) | 33    | 1    | Neftçi             |
| 3  | D    | Tabrezi Davlatmir     | 6 giugno 1998 (25 anni)     | 25    | 0    | Istiklol           |
| 4  | D    | Kholmurod Nazarov     | 29 settembre 1992 (31 anni) | 3     | 0    | Ravšan             |
| 5  | D    | Manuchehr Safarov     | 31 maggio 2001 (22 anni)    | 30    | 0    | Neftçi             |
| 6  | D    | Vakhdat Hannonov      | 25 luglio 2000 (23 anni)    | 25    | 2    | Persepolis         |
| 7  | C    | Parvizçon Umarbaev    | 1º novembre 1994 (29 anni)  | 41    | 9    | CSKA 1948 Sofia    |
| 8  | C    | Komron Tursunov       | 24 aprile 1996 (27 anni)    | 27    | 6    | Gokulam Kerala     |
| 9  | A    | Rustam Soirov         | 12 settembre 2002 (21 anni) | 11    | 2    | Lokomotiv Tashkent |
| 10 | C    | Ališer Džalilov       | 29 agosto 1993 (30 anni)    | 20    | 5    | Istiklol           |
| 11 | C    | Muhammadjon Rakhimov  | 15 ottobre 1998 (25 anni)   | 47    | 3    | Buxoro             |
| 12 | D    | Sodikdzhon Kurbonov   | 19 gennaio 2003 (20 anni)   | 2     | 0    | Istiklol           |
| 13 | C    | Amadoni Kamolov       | 16 gennaio 2003 (20 anni)   | 2     | 2    | Istiklol           |
| 14 | C    | Alisher Shukurov      | 30 marzo 2002 (21 anni)     | 1     | 0    | Kuktosh            |
| 15 | A    | Shervoni Mabatshoev   | 4 dicembre 2000 (23 anni)   | 15    | 3    | Istiklol           |
| 16 | P    | Daler Barotov         | 29 gennaio 1999 (24 anni)   | 2     | 0    | Istaravshan        |
| 17 | C    | Ekhson Pandzhshanbe   | 12 maggio 1999 (24 anni)    | 45    | 5    | Istiklol           |
| 18 | C    | Ruslan Chajlov        | 29 ottobre 2003 (20 anni)   | 2     | 0    | Tjumen'            |
| 19 | D    | Ahtam Nazarov         | 29 settembre 1992 (31 anni) | 78    | 5    | Istiklol           |
| 20 | C    | Alidžoni Ajni         | 6 agosto 2004 (19 anni)     | 10    | 0    | Krasnodar 2        |
| 21 | C    | Vaysiddin Safarov     | 15 ottobre 1996 (27 anni)   | 2     | 0    | CSKA Pamir         |
| 22 | A    | Šachrom Samiev        | 8 febbraio 2001 (22 anni)   | 22    | 7    | Milsami            |
| 23 | P    | Mukhriddin Khasanov   | 23 settembre 2002 (21 anni) | 1     | 0    | Istiklol           |
| 24 | D    | Daler Imomnazarov     | 31 maggio 1995 (28 anni)    | 6     | 0    | Eskhata Khujand    |
| 25 | A    | Nuriddin Khamrokulov  | 25 ottobre 1999 (24 anni)   | 12    | 1    | Regar-TadAZ        |
| 26 | A    | Mukhammadali Azizboev | 4 gennaio 2003 (21 anni)    | 2     | 0    | Khosilot           |

## Commissari tecnici
- Sharif Nazarov (1992-1994)
- Vladimir Gulyamkhaydarov (1994-1995)
- Abdulla Muradov (1996)
- Zair Babayev (1997-1998)
- Sharif Nazarov (1999)
- Salahiddin Ghafurov (2000-2002)
- Sharif Nazarov (2003)
- Zair Babayev (2004)
- Sharif Nazarov (2004-2006)
- Makhmadjon Khabibulloev (2007)
- Pulad Qadirov (2008-2011)
- Alimzhon Rafikov (2011-2012)
- Kemal Alispahić (2012)
- Nikola Kavazović (2012-2013)
- Mubin Ergashev (2013)
- Mūḩsin Muḩammadiev (2013-2015)
- Mubin Ergashev (2015-2016)
- Khakim Fuzaylov (2016-2018)
- Alisher Tukhtaev (2018)
- Usmon Toshev (2018-2021)
- Mubin Ergashev (2021)
- Petar Šegrt (2022-2024)
- Gela Shekiladze (2024-)